# Белявський Давид Сагітович
Давид Сагітович Белявський (нар. 23 лютого 1992, Воткінськ, Удмуртія, Росія) — російський гімнаст, срібний та бронзовий призер Олімпійських ігор 2016 року, чотириразовий чемпіон Європи. Учасник Олімпійських ігор 2012 та 2016.

## Виступи на Олімпіадах
| Олімпіада   | Дисципліна         | Місце |
| ----------- | ------------------ | ----- |
| Лондон 2012 | командна першість  | 6     |
| Лондон 2012 | абсолютна першість | 5     |
| Лондон 2012 | вправи на коні     | 7     |
| Ріо 2016    | командна першість  | 2     |
| Ріо 2016    | абсолютна першість | 4     |
| Ріо 2016    | вправи на коні     | 5     |
| Ріо 2016    | паралельні бруси   | 3     |